# Clontarf (Minnesota)
Clontarf és una població dels Estats Units a l'estat de Minnesota. Segons el cens del 2000 tenia 173 habitants.

## Demografia
Segons el cens del 2000, Clontarf tenia 173 habitants, 62 habitatges, i 46 famílies. La densitat de població era de 32,6 habitants per km².
Dels 62 habitatges en un 41,9% hi vivien nens de menys de 18 anys, en un 58,1% hi vivien parelles casades, en un 3,2% dones solteres, i en un 25,8% no eren unitats familiars. En el 21% dels habitatges hi vivien persones soles l'11,3% de les quals corresponia a persones de 65 anys o més que vivien soles. El nombre mitjà de persones vivint en cada habitatge era de 2,76 i el nombre mitjà de persones que vivien en cada família era de 3,2.
Per edats la població es repartia de la següent manera: un 33,5% tenia menys de 18 anys, un 4,6% entre 18 i 24, un 31,2% entre 25 i 44, un 19,7% de 45 a 60 i un 11% 65 anys o més.
L'edat mediana era de 34 anys. Per cada 100 dones de 18 o més anys hi havia 98,3 homes.
La renda mediana per habitatge era de 55.139 $ i la renda mediana per família de 57.321 $. Els homes tenien una renda mediana de 29.750 $ mentre que les dones 30.313 $. La renda per capita de la població era de 17.048 $. Cap de les famílies i el 4,4% de la població estaven per davall del llindar de pobresa.

## Poblacions més properes
El següent diagrama mostra les poblacions més properes.